# 大権
大権（たいけん）とは、君主の政治的な権限のことである。特に、議会の承認を要することなく行使されるものをいう。

## 日本の天皇大権
日本では大日本帝国憲法において天皇大権が規定されていた。天皇は統帥権、宣戦布告、戒厳令、条約の締結、法案の裁可権・拒否権などの大権を保持していた。

## イギリスの国王大権
イギリスでは首相・大臣・公務員・軍人などの任免権、議会の招集と解散、統帥権、宣戦布告、条約締結、領土併合・放棄、司法、法案の裁可権、貴族創家、勲章授与など広範囲の分野がコモン・ローの制限を受けつつ国王大権に属する。

## リヒテンシュタインの君主大権
リヒテンシュタインでは今でも絶対君主制が存続している。その理由は2つある。リヒテンシュタイン家が富裕で国庫からの歳費収入に依存していないこと、そして以下の経緯で大権を保持していることである。
ドイツでのナチスの躍進にともなって公国内でもナチス支持者が増加し、次回総選挙では多数の当選者が出ることが予測されていた。この危機に対してフランツ・ヨーゼフ2世は君主大権によって総選挙を無期延期とし、ナチスの勢力拡大を防いだ。
この時総選挙が延期されずに実施されていたならば、リヒテンシュタイン公国はナチス・ドイツへの併合あるいは枢軸陣営での参戦などという事態となり、第二次世界大戦の惨禍をまともに受けていたと考えられている。
リヒテンシュタイン家では、この間の経緯について「君主大権の行使により国難を未然に回避した」と自負しているようであり、君主大権を保持することの正当性を示していると考えているらしい。 